# Bothrops ammodytoides
Bothrops ammodytoides är en ormart som beskrevs av Leybold 1873. Bothrops ammodytoides ingår i släktet Bothrops och familjen huggormar. Inga underarter finns listade.
Arten förekommer från norra till centrala Argentina. Honan lägger inga ägg utan föder levande ungar. Ormen lever i låglandet och i bergstrakter upp till 2000 meter över havet. Den vistas i savanner, andra gräsmarker och buskskogar.
För beståndet är inga hot kända. Hela populationen anses vara stabil. IUCN listar arten som livskraftig (LC).